# Veck
Veck románul: Escu, falu Romániában, Erdélyben, Kolozs megyében.

## Fekvése
Csákigorbótól délkeletre fekvő település.

## Nevének eredete
Neve a szláv vjecha, vjeks szóból származik, melynek magyar jelentése: cserje, cserjés.

## Története
Veck nevét 1378-ban említette először oklevél Vrock néven, ekkor adományozta a király a reá szállt birtokot Bebek Györgynek és Imrének.
Későbbi névváltozatai: 1511-ben Weech, 1561-ben Wechk, 1589-ben Veszk, 1591-en Vechke (Kádár VI. 79), 1760−1762 között Veczk, 1808-ban Veczk, Wetzendorf, Jeczk, 1913-ban Veck.
1470-ig Pelsőczi Pálnak Imre vajda fiának birtoka, kinek kihaltával Dengelegi Pongrác János, mint Almásvára tartozékát kapta.
1625-ben Csáki István és Gorbói György a birtokosai. 1631-ben pedig Kolozsvár városa, Csáky Istvánné s Fekete János birtoka volt.
1696-ban Veczk török hódoltság alatt levő falu volt.
1745-ben gróf Mikes István, 1771–1788-ig pedig a kolozsvári római katolikus plébánia birtoka volt, melytől 1795-ben a helységet Kolozsvár városa magához váltotta.
A trianoni békeszerződés előtt Szolnok-Doboka vármegye Csákigorbói járásához tartozott.
1910-ben 346 lakosából 11 németnek, 332 románnak vallotta magát. Ebből 12 görögkatolikus, 323 görög keleti ortodox, 11 izraelita volt.